# لاداگو (ویسکانسین)
لاداگو (به انگلیسی: Ladoga) یک منطقهٔ مسکونی در ایالات متحده آمریکا است که در شهرستان فوند دو لک، ویسکانسین واقع شده‌است. لاداگو ۲۷۴٫۰۲ متر بالاتر از سطح دریا واقع شده‌است.